# ال‌جی ان‌وی۲
ال‌جی ان‌وی۲ (به انگلیسی: LG enV2 (VX9100))، یک‌نمونه از گوشی‌های تلفن همراه سری وریزون مدل‌های سی‌دی‌ام‌آ (به انگلیسی: Verizon CDMA Models (VX)) شرکت ال‌جی الکترونیکس می‌باشد که توسط همین شرکت به بازار عرضه شده‌است.